# Mädchenjahre einer Königin (1954)
Mädchenjahre einer Königin ist ein österreichischer Film aus dem Jahr 1954 von Ernst Marischka. In diesem Film, einer Neuverfilmung von Erich Engels gleichnamiger Inszenierung aus dem Jahr 1936 nach der Komödie von Sil-Vara aus dem Jahr 1932, stellt Romy Schneider die junge Königin Viktoria dar. Der Film zeigt, wie aus dem noch zu erziehenden Kind die Königin Großbritanniens wird und wie sie sich in ihren Vetter Albert verliebt, den sie schließlich heiratet, wie es ihr Berater für sie vorgesehen hatte.

## Handlung
Viktoria ist verspielt und liebreizend, sie ist ein zwar wissbegieriges, neugieriges und intelligentes Mädchen, aber auch die verletzliche junge Frau, die erst sehr spät erfährt, dass sie eines Tages Königin von Großbritannien werden soll. Trotzdem will sie ihre Sache gut meistern, was ihr auch gelingt. 
Als ihr aber vorgeschlagen wird, sie solle heiraten, will sie mit einer Pferdekutsche nach Paris fahren, um sich dort „Vergleichsobjekte“ anzusehen. Es beginnt in der Hafenstadt Dover allerdings heftig zu regnen, und somit macht die Königin mit ihrem Butler und ihrer Vertrauten bei einer Gaststätte Rast, wo sich auch zufällig Prinz Albert von Sachsen-Coburg befindet. Die beiden lernen sich kennen und wissen jeweils nicht, wer sie in Wirklichkeit sind. So kommt es, dass sie sich verlieben. 
Viktoria muss allerdings am nächsten Morgen zurück nach London, um dort auf ihrer Geburtstagsfeier einen Ehemann zu wählen. Albert, der eigentlich nicht an dem Fest teilnehmen wollte, wird von seinem Berater überredet. Somit folgt er der Einladung Viktorias doch noch. Völlig überrascht sieht er, dass die Königin das Mädchen ist, mit dem er letzte Nacht noch über die neue Regentin gespottet hatte. So geben sich die beiden das Ja-Wort.

## Hintergrund
Ernst Marischka hatte für das Remake des Films von 1936, für den er seinerzeit das Drehbuch verfasst hatte, ursprünglich Sonja Ziemann in der Hauptrolle vorgesehen. Bei einem Essen im Münchner Hotel Vier Jahreszeiten wurde ihm von Magda Schneider ihre Tochter Romy vorgestellt, und Marischka entschied sich kurzerhand, die Rolle der jungen Königin an sie zu geben.
Peter Weck kam als einer der erfolglosen Heiratsbewerber zu einem seiner ersten Filmauftritte. Gedreht wurde in den Ateliers von Sievering, die Außenaufnahmen entstanden in Wien und Umgebung. Fritz Jüptner-Jonstorff schuf die Filmbauten, Karl Ehrlich war Produktionsleiter.
Die Uraufführungen waren am 16. Dezember 1954 in Köln und am 28. Dezember 1954 in Wien. Der Filmverleih erfolgte durch die Herzog-Film GmbH, ab 1958 durch die UFA-Filmverleih GmbH. Den Vertrieb einer englischen Synchron-Fassung in den USA übernahm 1958 die Walt-Disney-Verleihfirma Buena Vista.
Der Film kann als eine Art Vorläufer der Sissi-Filme angesehen werden mit derselben Hauptdarstellerin in einer ähnlichen Rolle und demselben Regisseur bei gleicher Machart: Filmbiografie über eine Herrscherin, Liebesfilm und Kostümfilm. Sogar eines der Musikstücke wird an ähnlicher Stelle wie in Sissi gespielt. Frédéric Chopins Polonaise op. 40 No. 1 erklingt zur Szene, in der der nichtsahnende Prinz Albert den Audienzsaal betritt. Und fast auf den Takt genau erkennt der Prinz seine Königin und in Sissi der Kaiser seine Elisabeth.

## Auszeichnungen
- Prädikat wertvoll der FBL
- Vorführung bei den III. Internationalen Filmfestspielen von Punta del Este

## Kritiken
- „Ein heiter-besinnliches, leicht sentimentales Filmmärchen.“ – Lexikon des internationalen Films[3]
- „Regisseur Marischka […] bereitete in dieser bieder-sentimentalen Variante zusammen mit dem Kameramann des 1936er Films Bruno Mondi Romy Schneider offensichtlich auf die drei „Sissy“-Filme vor, die ebenfalls Mondi fotografierte.“ (Wertung: 2 von 4 Sternen = durchschnittlich) – Adolf Heinzlmeier und Berndt Schulz in Lexikon „Filme im Fernsehen“ (Erweiterte Neuausgabe). Rasch und Röhring, Hamburg 1990, ISBN 3-89136-392-3, S. 528
- „Ein heiter-besinnliches Spiel […]. Liebenswürdig und sauber; gefällige Farben. Ab 14.“ – 6000 Filme. Kritische Notizen aus den Kinojahren 1945 bis 1958. Handbuch V der katholischen Filmkritik, 3. Auflage, Verlag Haus Altenberg, Düsseldorf 1963, S. 279
- „Eine naive Filmmär über Königin Viktoria von England, arm an Geist, aber reich an Personen und Farben, anziehend durch Romy Schneiders Natürlichkeit. Wer anfällig ist für Königspracht, wird sich (ab 14) nicht langweilen.“ – Evangelischer Filmbeobachter[4]